# MII (standard di videoregistrazione)
Il formato MII (la sigla usa i numeri romani e si pronuncia Emme due) è un standard di videoregistrazione professionale, sviluppato dalla Panasonic nel 1986 come risposta al formato concorrente della SONY, il Betacam SP. Tecnicamente molto simile, usa la registrazione video a componenti su nastro al metallo.

## Aspetti tecnici
Esattamente come il Betacam SP è l'evoluzione del precedente Betacam, il formato MII è un'evoluzione del precedente M, con una qualità audio e video migliorata. Il nastro, come nel suo predecessore, è contenuto in una cassetta meccanicamente uguale al sistema VHS, ma rivestito di metallo anziché di ossido di ferro, e fatto scorrere a una velocità superiore.

## Diffusione commerciale
A differenza del formato M, lo standard MII ebbe un discreto successo all'epoca dell'introduzione sul mercato, con clienti importanti come la NBC negli USA e la NHK in Giappone, che lo adottarono per le riprese ENG, e la PBS che lo adottò per la messa in onda differita. Il prezzo molto vantaggioso favorì la sua diffusione.
Tuttavia, il sistema aveva delle carenze nel supporto tecnico e commerciale da parte della Panasonic e dalla casa madre Matsushita e, soprattutto, una scarsa affidabilità generale.
In particolare, un punto debole del sistema era il sistema di servoassistenza del capstan, con aggancio difettoso alla control track del nastro ed errori di trascinamento dello stesso, con velocità incostanti.
Anche alcuni produttori di videocassette ebbero problemi di partite difettose, con frequenti e irregolari usure delle testine.
Il formato MII ebbe vita commerciale breve, a tutto vantaggio della diffusione estremamente capillare del Betacam SP.
Il formato oggi è ancora usato in alcuni ambienti e ha un certo mercato sull'usato, nonostante la mancanza di supporto tecnico del produttore.

## Si veda anche
- M
- Betacam SP